# Nicole Nadel
Nicole Nadel (* 12. Juni 2000) ist eine israelische Tennisspielerin.

## Karriere
Nadel spielt bislang vor allem Turniere auf der ITF Women’s World Tennis Tour, wo sie bislang aber noch keinen Titel gewann.
Ihr bislang einziges Match für die israelische Fed-Cup-Mannschaft bestritt sie 2018 gegen die Bosnisch-herzegowinische Fed-Cup-Mannschaft. Diese Begegnung verlor sie.